# Палеоцен
Палеоцен је најстарија епоха палеогена и налази се на прелазу између мезозоика и кенозоика. Трајао је око 10 милиона година. Палеоценска флора има много обележја креде где су чести представници медитеранске жбунасте и зељасте биљне врсте. Посебно се издвајају родови Quercus и Acer. Фауна се одликије појавом првих виших сисара, док од нижих из мезозоика прелази само један род. Код виших сисара јављају се скоро сви родови, међу којима се истиче најсатарији копитар, претеча данашњег коња, који је био величине лисице и на ногама је имао пет прстију. Нумулити започињу свој развој, који ће бити максималан у следећој епохи (еоцену). 
Палеоцен је био подељен на три ката: горњи-спарански, средњи-танетски и доњи-монски. Палеоценски елементи таложени су у два басена: у области Медитеранске геосинклинале и Северноевропском мору. За време монског ката наталожени су кречњаци преко којих леже лапоровито-глиновите творевине. За време танетског ката, после повлачења мора таложе се конгломерати и пескови са сисарском фауном, док је спарански кат представљен лагунским седиментима. 
Алпска орогенеза се у палеоцену наставља Ларамиском фазом. Орогени покрети захватили су геосинклиналу Тетис изнад које се издижу сложени планински венци Алпско-хималајских планина. Епирогени покрети у палеоцену проузроковали су ишчезавање епиконтиненталних мора; Средњоевропско море се повлачи. Распоред копна и мора - у палеоцену се наставља комадање Гондване и удаљавање појединих континената. Индијски океан добија свој облик, Антарктида је одвојена од главног језгра, тј, од Африке и Бразилског копна. Димензије Тетиса сведене су на басен Јадранског мора и Провансалски басен. Северно море пружа се од Енглеске до Урала и даље преко Сибирске платформе. Рељеф Евроазије и обе Америке је прилично измењен. Ларамијском фазом Алпске орогенезе расту Средоземна и Пацифичка зона млађих набраних планина. Ерозија и денудација су појачане, а издизањем ових зона реке су биле усмерене према Бореалном мору и Атлантском океану. 
Клима је била топла и влажна што потврђују наслаге угља. У неким деловима Азије и Северне Америке клима је била сува. Угаљ се јавља као најзначајнија сировина, а јављају се и фосфати.

## Подела
Палеоцен је епоха палеогена и према ICS дели се на три века: танетиј, селандиј и даниј.
| Периода  | Епоха     | Век   | Почетак (Ma) | Крај (Ma) |
| -------- | --------- | ----- | ------------ | --------- |
| Палеоген |           |       |              |           |
| Олигоцен | Хатиј     | 27,82 | 23,03        |           |
| Олигоцен | Рупелиј   | 33,9  | 27,82        |           |
| Еоцен    | Приабониј | 37,71 | 33,9         |           |
| Еоцен    | Бартониј  | 41,2  | 37,71        |           |
| Еоцен    | Лутетиј   | 47,8  | 41,2         |           |
| Еоцен    | Ипресиј   | 56,0  | 47,8         |           |
| Палеоцен | Танетиј   | 59,2  | 56           |           |
| Палеоцен | Селандиј  | 61,6  | 59,2         |           |
| Палеоцен | Даниј     | 66,0  | 61,6         |           |